# Günther Zeuner

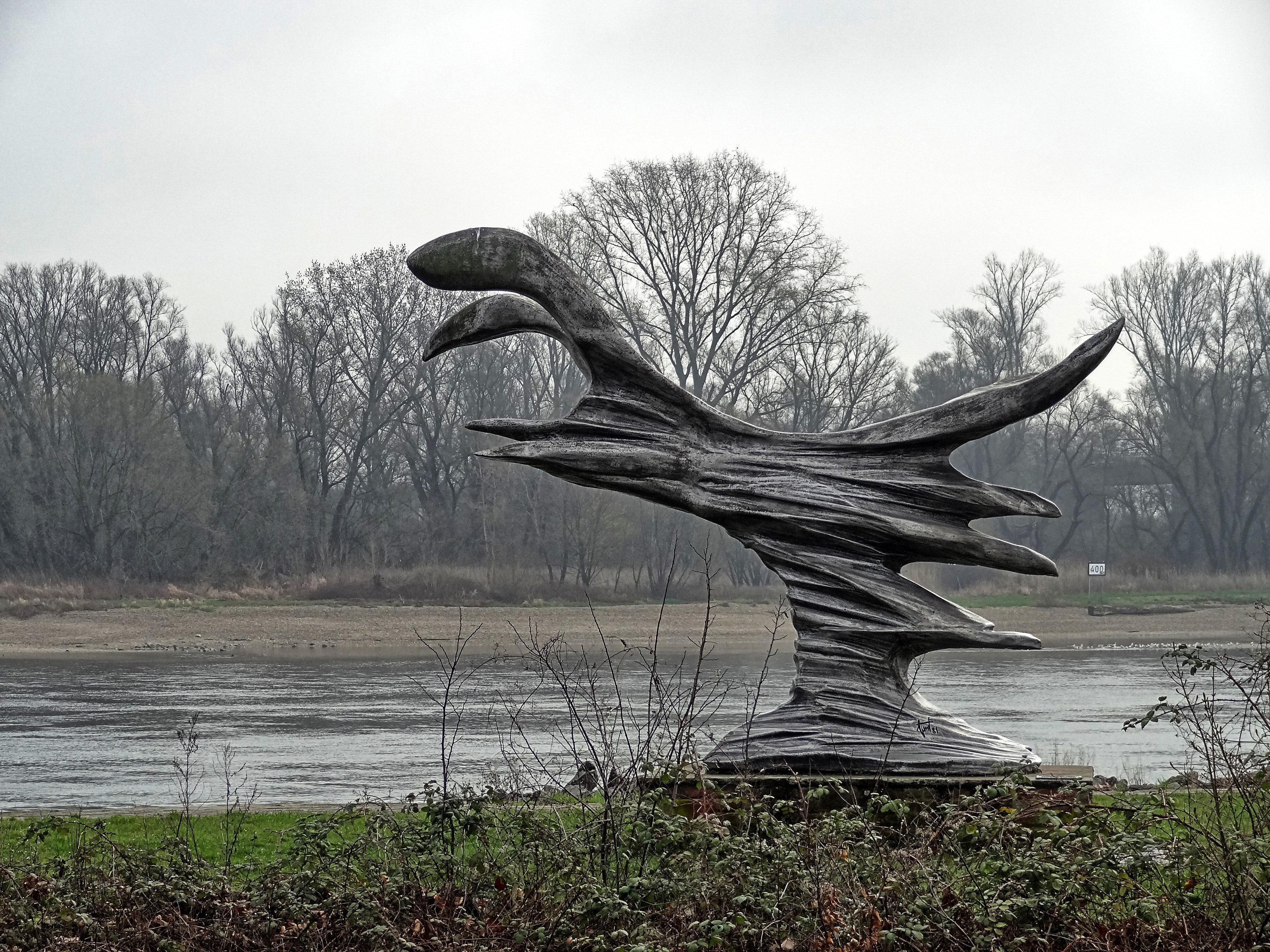
Die Welle, Speyer (1981)

Georg Günther Zeuner (* 31. Oktober 1923 in Dresden; † 16. Februar 2011 in Speyer) war ein deutscher Maler und Bildhauer.

## Leben
Zeuner studierte 1939 bis 1942 an der Kunstgewerbeschule und Akademie für freie und angewandte Kunst in Dresden bei Ernst Richard Dietz und Fritz Otto Sauerstein. In den Jahren 1945 bis 1948 arbeitete er als freischaffender Künstler in Geinsheim/Pfalz. Seit 1949 hatte er seinen Wohnsitz in Speyer und unterhielt dort auch ein Atelier. Zeuner starb am 16. Februar 2011 in Speyer.
Neben seinem künstlerischen Werk verfasste er 1982 für die lateinische Inschrift auf dem Speyerer Domnapf eine bewusst antiquierte deutsche Übersetzung in Reimen.

## Werke (Auswahl)
- Mainzer Dom:
  - Bronzeleuchter in der Gotthardkapelle (1972)
  - Ausstattung der Bischofsgruft (1972)
  - Kruzifix über dem Hauptaltar (1975) aus Anlass der 1000-Jahr-Feier des Doms

Gruppe Fährmann hol’ über, Speyer (1987)
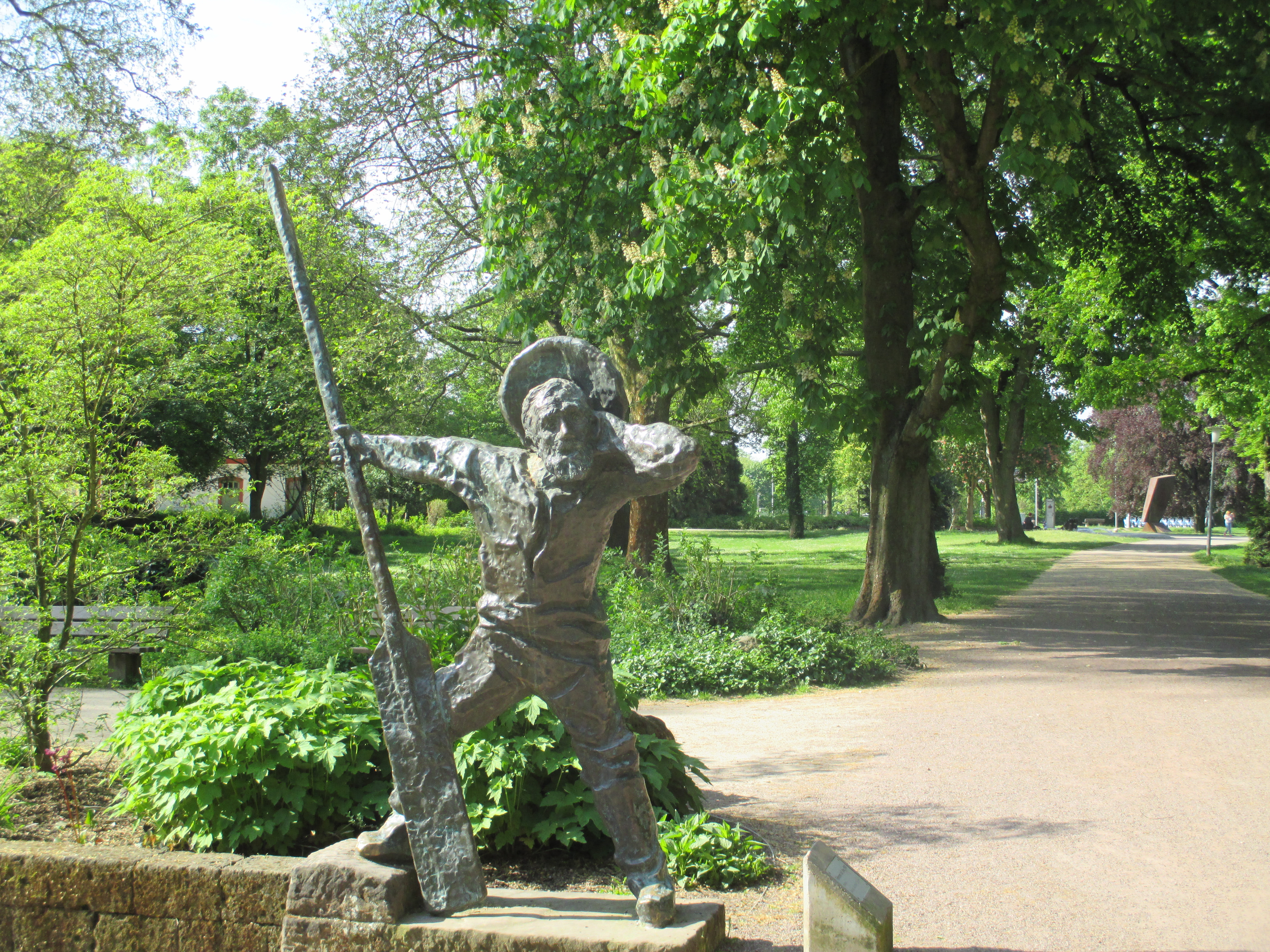
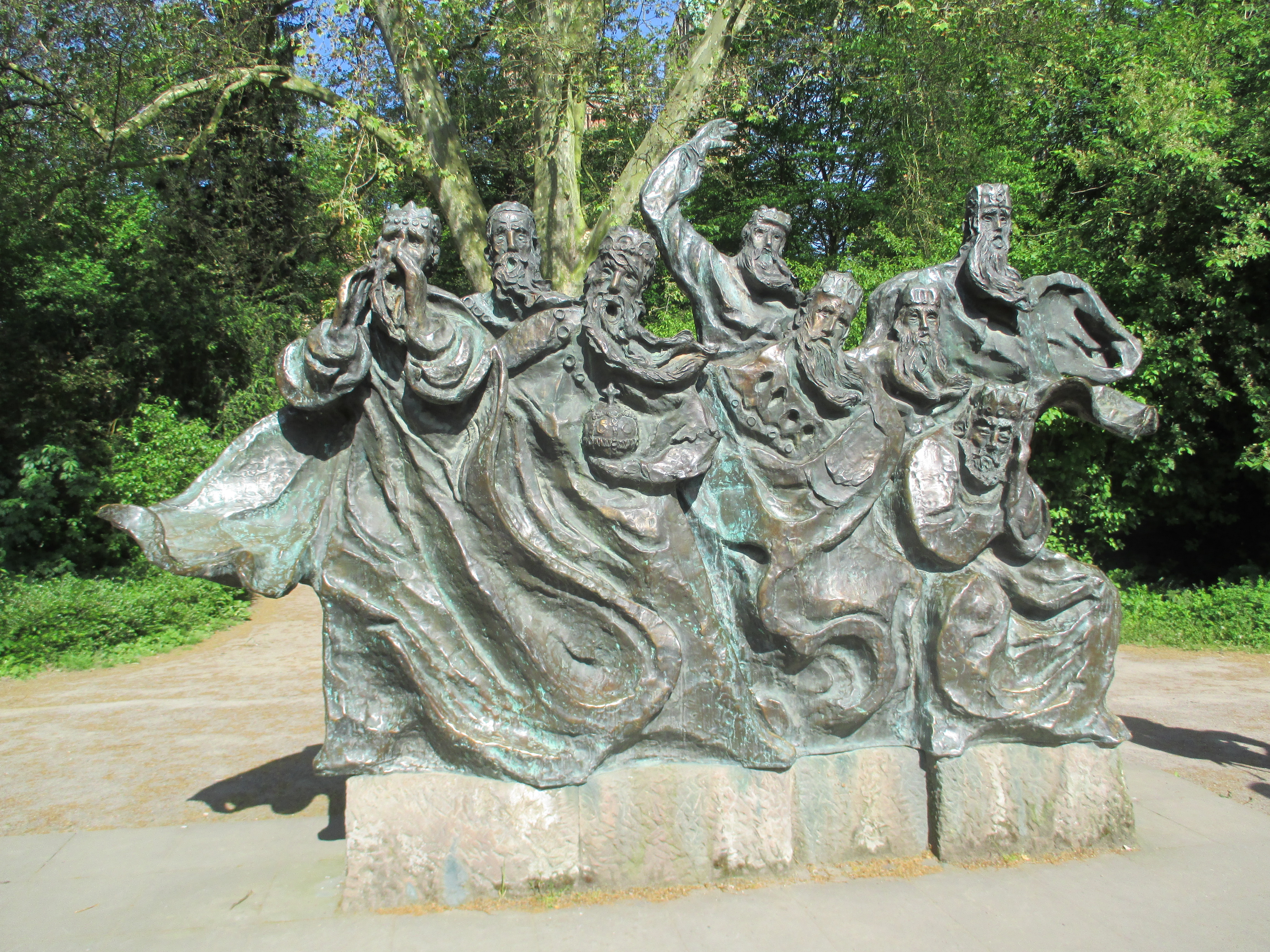

- Speyer:
  - St. Bernhard: Kreuzweg in der Pax-Christi-Kapelle (1953)
  - Priesterseminar Speyer: Berufung der Jünger als Mosaik über der Eingangshalle (1969)
  - Institut St. Dominikus, Speyer: Kreuzweg, Fenster und Tabernakel in der Klosterkapelle (1972)
  - Die Welle, Plastik an der Speyerer Rheinpromenade (1981)
  - Fährmann hol’ über, Skulpturengruppe im Domgarten (1987)
  - Grabmal St. Bernhard (1996)
  - zehn verschiedene Motive vom Speyerer Dom als Druck-Graphiken für den Dombauverein
- Stadtpfarrkirche St. Maria (Landau in der Pfalz):
  - Altar
  - Chorfenster mit Szenen aus dem Marienleben
  - Ambo
  - Kreuz
  - Tabernakel
  - Türgriffe an den Portalen des Westwerks
- Oberndorf-Aistaig a. N.:
  - Müller-Gruppe, Bronze (1997)
  - Büttel, Bronze (1998)
- Dannstadt:
  - Neuer Friedhof, Einsegnungshalle
  - Michaelsbrunnen (1991)

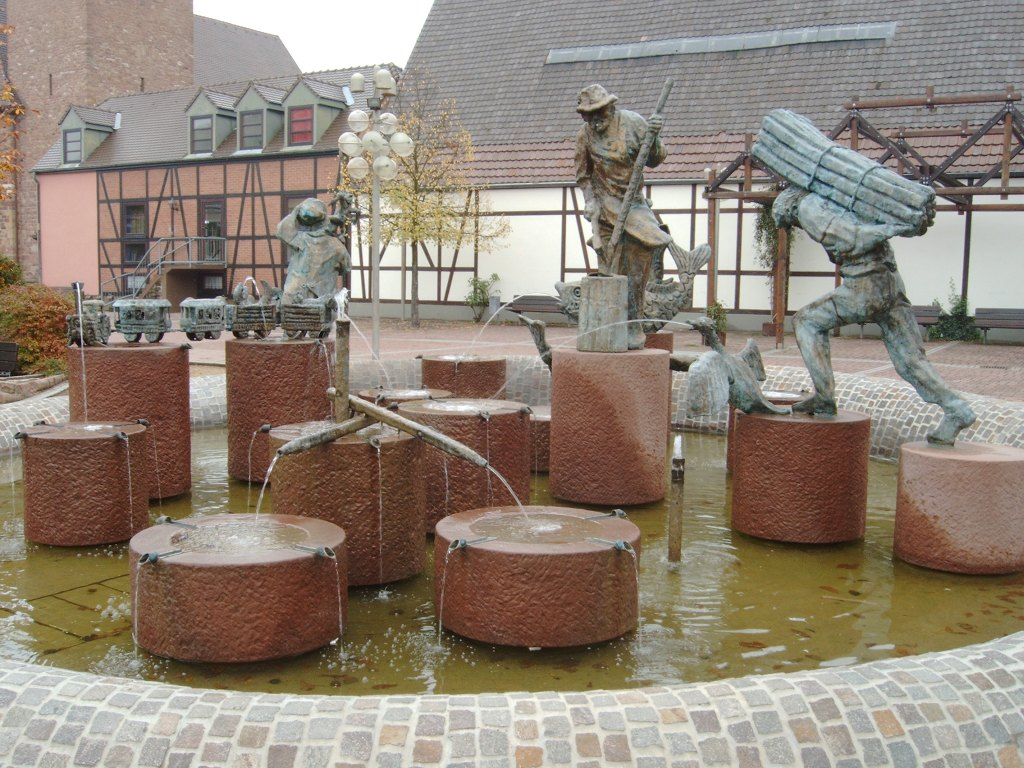
Stickelspitzerbrunnen in Otterstadt (1986)
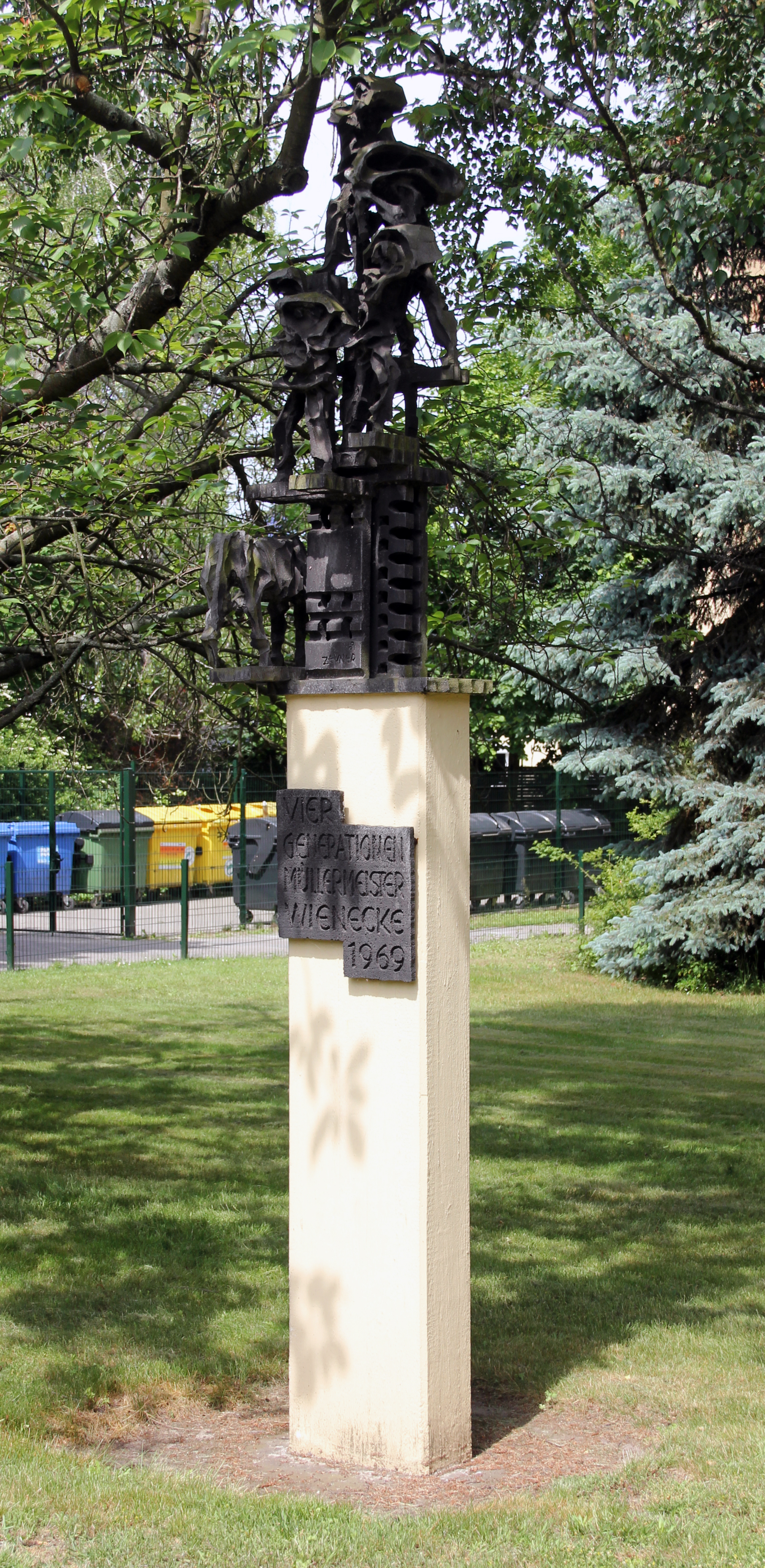
Müllermeister Wienicke in Berlin (1969)

- Giesel:
  - Kreuzweg in der katholischen Pfarrkirche St. Laurentius
- Otterstadt:
  - Zelebrationsaltar der Maria-Himmelfahrt-Kirche (1985)
  - Stickelspitzerbrunnen (1986)
- Breitenbach:
  - Entwürfe für Kirchenfenster (1960er Jahre)
- Berlin-Gropiusstadt:
  - Müllermeister Wienicke (1969)

## Ehrungen
- 1949: Medaglia e Diploma d’Onore Ancona
- 1969: Medaglia e Diploma della Reviste Internazionale degli Aritisti Ancona